# يوكاري كينغا
يوكاري كينغا (近賀 ゆかり) (2 مايو 1984 في يوكوهاما في اليابان – )؛ هي لاعبة كرة قدم كانت تلعب كمدافع. ولعبت مع منتخب اليابان لكرة القدم للسيدات.

## وصلات خارجية
- يوكاري كينغا على موقع الاتحاد الدولي (مؤرشف)  (الإنجليزية)
- يوكاري كينغا على موقع الاتحاد الأوربي (الإنجليزية)
- يوكاري كينغا على موقع قاعدة بيانات كرة القدم.إي يو (الإنجليزية)
- يوكاري كينغا على موقع Soccerway.com (الإنجليزية)
- يوكاري كينغا على موقع عالم كرة القدم.نت (الإنجليزية)
- يوكاري كينغا على موقع أوليمبيديا (الإنجليزية)